# レオナルド・レイバ
レオナルド・レイバ・マルチネス（スペイン語: Leonardo Leyva Martinez、1990年3月23日 - ）は、キューバの男子バレーボール選手である。

## 来歴
キューバ・ハバナ出身。
2009年、キューバ代表としてワールドリーグに出場。
2012年、韓国・Vリーグで5連覇中の大田三星火災ブルーファングスに入団。2012/13シーズン、チームの更なる連覇に貢献し、レギュラーラウンドMVP、優勝決定戦MVP、得点王、アタック賞を受賞する活躍を見せた。2013年4月、仙台市で開催された日韓Vリーグトップマッチの堺ブレイザーズ戦に出場。フルセットの末に敗れたが、59得点を挙げ、当時の1試合得点の新記録を樹立した。当試合でMIPも受賞した。2013/14シーズンもチームの連覇に貢献し、レギュラーラウンドMVP、優勝決定戦MVP、得点王、アタック賞を受賞した。三星火災では2015年までプレー。
2021年、安山OK金融グループ・ウッメンに入団し、6シーズンぶりに韓国リーグに復帰した。

## 球歴
- キューバ代表
  - ワールドリーグ - 2009年

## 所属チーム
- ハバナ
- ファハルド
- アル・アラビSC（2012年）
- 大田三星火災ブルーファングス（2012-2015年）
- ジラート・バンクス（2015-2016年）
- 四川（2016-2018年）
- 北京汽車（2018-2020年）
- アル・ジャジーラ（2020-2021年）
- 安山OK金融グループ・ウッメン（2021-2024年）
- 天安現代キャピタル・スカイウォーカーズ（2024-）

## 受賞歴
- 2013年 - 韓国・2012-2013 Vリーグ レギュラーラウンドMVP、優勝決定戦MVP、得点王、アタック賞
- 2013年 - 日韓Vリーグトップマッチ MIP
- 2014年 - 韓国・2013-2014 Vリーグ レギュラーラウンドMVP、優勝決定戦MVP、得点王、アタック賞
- 2015年 - 韓国・2014-2015 Vリーグ レギュラーラウンドMVP、ベスト7
- 2022年 - 韓国・2021-2022 Vリーグ ベスト7
- 2023年 - 韓国・2022-2023 Vリーグ ベスト7